# 튀르키예 요리

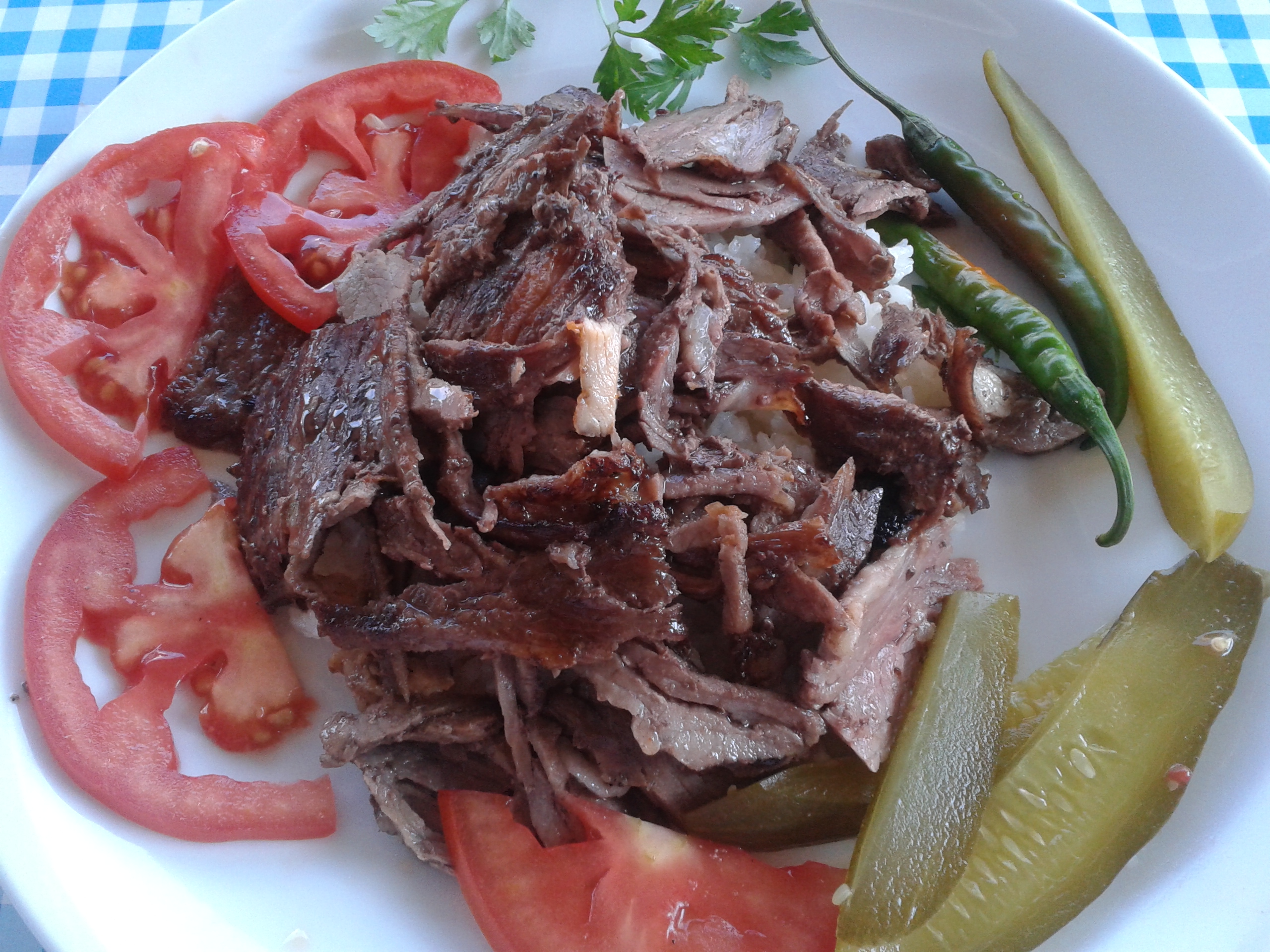
되네르와 필라브

튀르키예 요리(Türkiye 料理, 튀르키예어: Türk mutfağı 튀르크 무트파으[*])는 서남아시아·동남유럽에 있는 튀르키예의 요리이다. 주로 오스만 제국의 음식에서 기원한 요리로, 중앙 아시아, 캅카스, 중동, 지중해, 발칸 반도 지역의 요리가 융합되고 발전한 튀르키예의 요리이다. 뿐만 아니라 서유럽의 요리의 영향도 받았다. 그리고 유럽과 아시아의 교차로에 있었기 때문에 예로부터 다양한 민족들의 식습관을 수용할 수 있었고, 이것이 튀르키예 요리의 원동력이 되었다. 오스만 제국은 광대한 영역을 갖고 있었기 때문에 중동 요리, 튀르크 족의 중앙아시아 요리, 그리스 요리, 발칸 요리, 캅카스 요리, 북아프리카 요리 등이 융합됐다.
튀르키예 요리는 지역에 따라서도 굉장히 다양하다. 이스탄불, 부르사, 이즈미르 같은 에게해 연안에서는 오스만 요리가 계승이 되어 있다. 이 지방에서는 향신료를 적게 넣고, 쌀에 불거나 쾨프테를 같이 먹는 것을 선호하고, 다양한 튈뤼(türlü)라고 불리는 채소 스튜와 가지 요리, 돌마스 등을 식사로 먹는다. 또한, 생선 요리를 많이 먹는 것도 특징이다. 흑해 지역의 요리에는 주로 생선이 많이 사용된다. 특히, 흑해산 안초비인 함시(hamsi)와 옥수수로 만든 요리가 많이 쓰인다. 동남아나톨리아 지역의 샨르우르파, 가지안테프, 아다나 지역의 요리는 다양한 케밥 요리와 전채 요리인 메제(meze), 그리고 바클라바, 퀴네페, 카다으프 같은 디저트로 유명하다.
올리브가 많이 경작되는 튀르키예 서부지방의 요리에서는 올리브 오일이 가장 주로 사용되는 기름이다. 에게해 지역, 마르마라 지역, 지중해 지역의 요리는 다양한 채소, 향신료, 생선을 많이 사용한다. 중앙아나톨리아 지역에는 독특한 식문화가 발달했는데, 케슈케크(Keşkek), 카이세리의 만트, 괴즐레메 등이 이 지역에서 유명한 음식이다.
지역의 주요 요리의 명칭은 그 지역명이나, 특별한 테크닉 또는 요리재료를 참고해 명명한다. 예를 들면 우르파 케밥(Urfa kebap)과 아다나 케밥의 차이는 꼬치의 굵기와 매운맛의 차이다. 우르파 케밥은 아다나 케밥에 비해 덜 맵고, 꼬치 굵기가 더 굵다. 프랑스 요리, 중국 요리와 더불어 세계 3대 요리로 평가받는다.

## 튀르키예 요리 관습

### 아침 식사

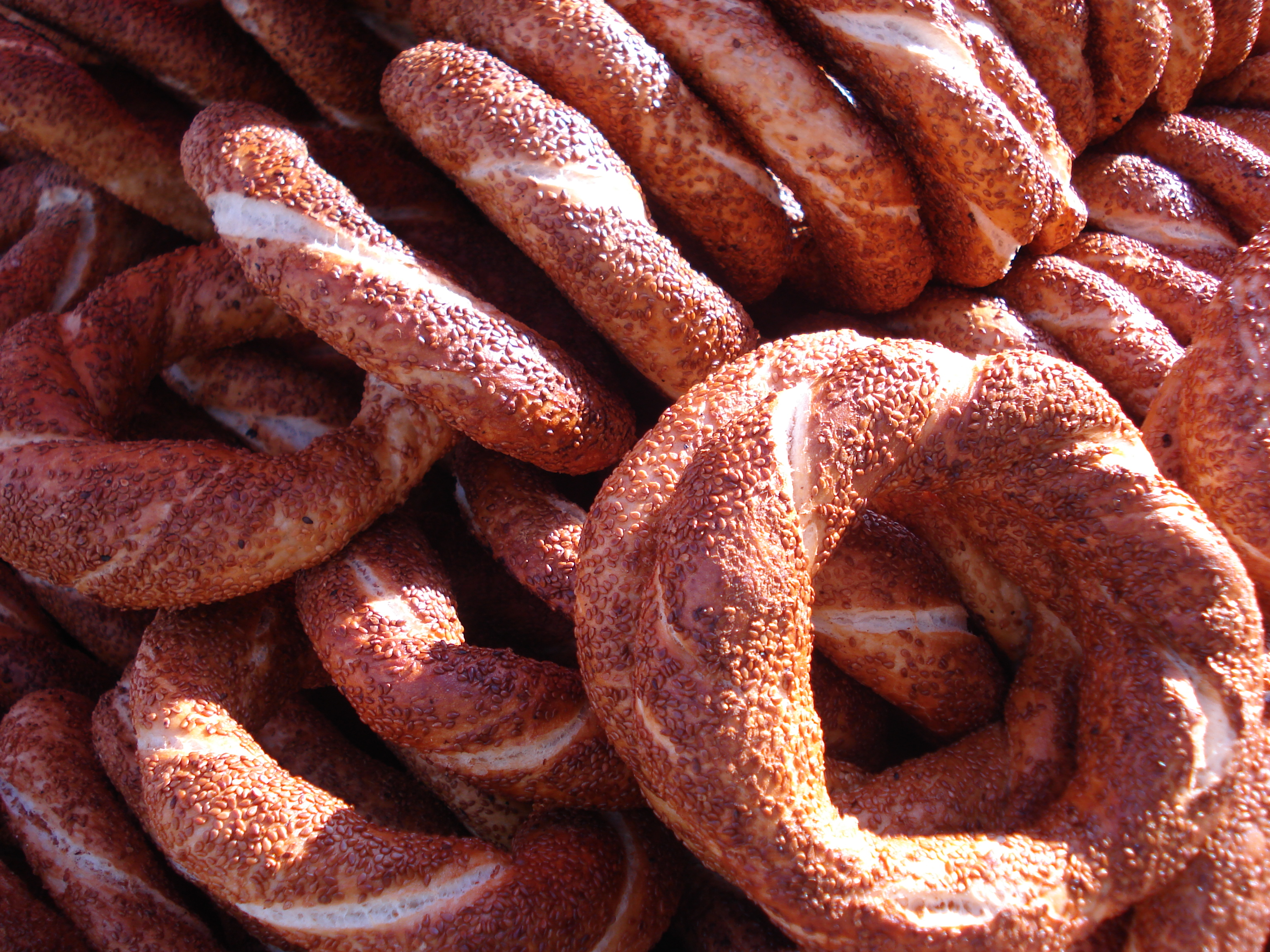
시미트

튀르키예인들은 주로 아침 식사를 꽤 풍성하게 먹는 편이다. 튀르키예의 아침 식사에는 여러 종류의 치즈(흰 치즈나 카세리 치즈 등), 버터, 올리브, 달걀, 토마토, 오이, 잼, 꿀, 카이막을 먹는다. 아침식사에 수죽(터키 소시지), 뵈레크, 시미트, 포아차, 파스트라마와 수프를 같이 먹기도 한다. 또한, 메네멘(Menemen)이라고 불리는 튀르키예식 달걀 스크램블도 많이 먹는다. 메네멘에는 주로 토마토, 고추, 양파, 올리브유 등이 들어간다. 거의 항상 차이가 아침식사에 빠지지 않는다. 튀르키예어로 아침 식사는 카흐발트(kahvaltı)라고 불리는데, 이는 커피보다 먼저(kahve, '커피'; altı, '아래')이라는 뜻이다.

또한, 튀르키예에 주로 아침 출근 시간대에 아침 식사 대용으로 시미트라고 불리는 빵을 판다. 이스탄불 시내에서도 1리라면 하나를 살 수 있을 정도로 저렴하며 맛도 좋다.

### 가정식

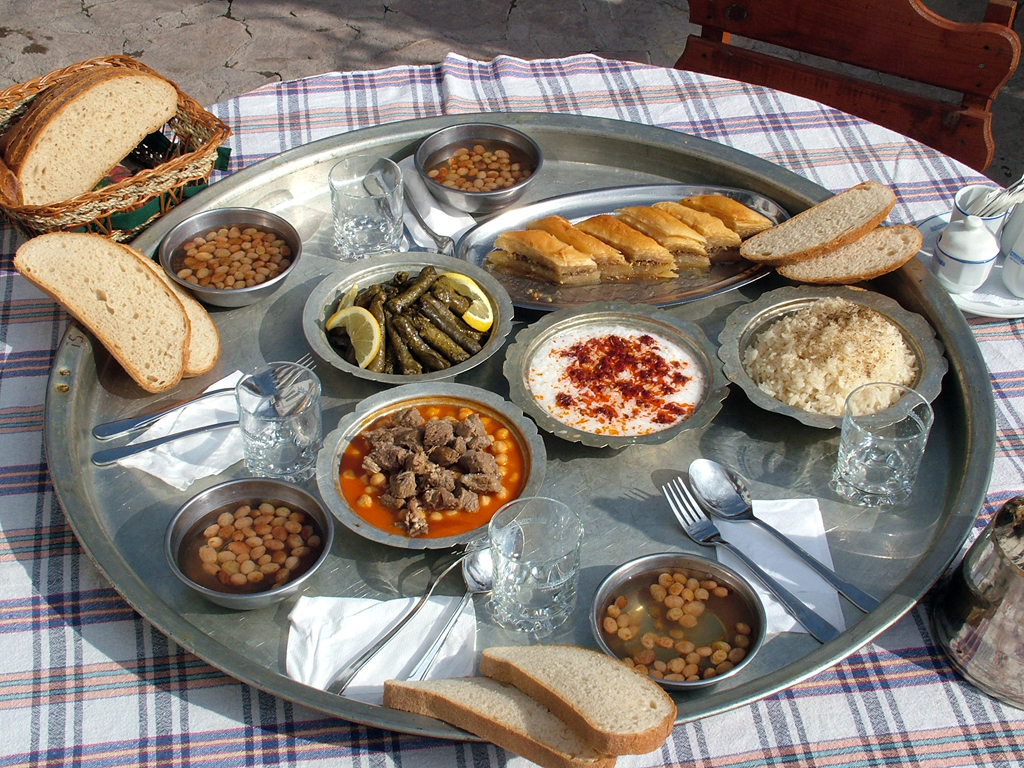
튀르키예식 가정식

가정식은 여전히 튀르키예인들이 가장 선호하는 식사 중 하나이다. 사회가 급변하면서 가정식을 먹는 빈도가 줄어들고 있으나, 튀르키예인들은 여전히 집에서 밥을 먹는 것을 선호한다. 튀르키예의 식사는 주로 수프를 먹는 것에서 시작한다. 그 후에 육류와 콩, 채소로 된 요리와 함께 불구르나 쌀로 만든 필라프를 먹는다. 또한, 샐러드나 요거트를 희석시켜 잘게 썬 오이와 함께 섞어먹는 자즈크도 식사에 빠지지 않는다.

### 식당

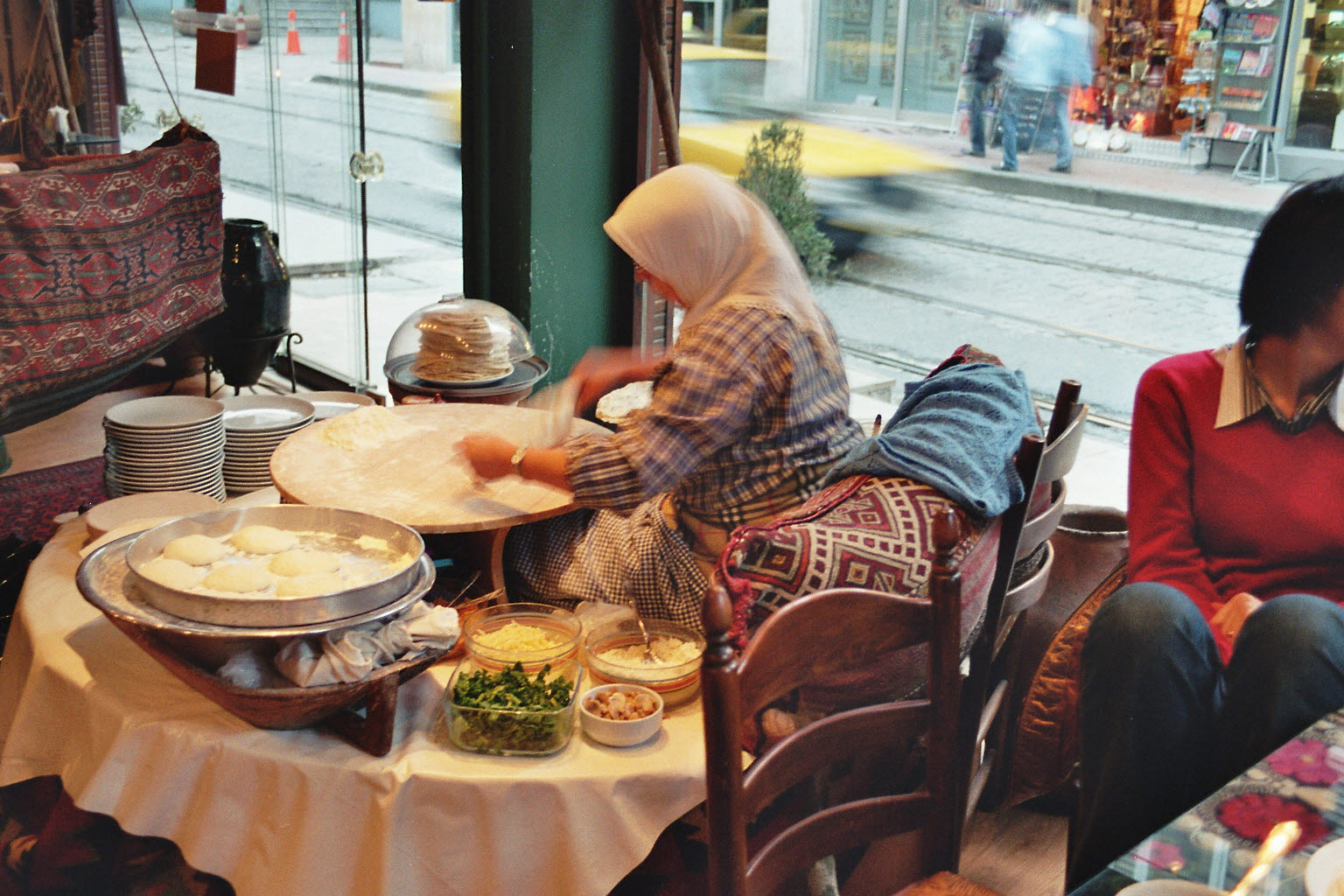
이스탄불의 레스토랑에서 괴즐레메를 만드는 여성

닭고기 뒤륌(Tavuk Dürüm), 닭고기 샌드위치(Tavuk Ekmek) 같은 튀르키예식 패스트 푸드 요리와 세계적인 패스트 푸드 체인점이 많이 진출했지만, 여전히 튀르키예인들은 식사를 할 때 여러 가지 음식을 차린 상을 선호한다. 게다가, 튀르키예의 전통음식인 쾨프테, 되네르, 코코레치, 뵈레크, 괴즐레메(gözleme) 같은 요리들도 패스트 푸드 형태로 판매되기도 한다. 튀르키예에서 외식을 하기 위한 식당은 주로 상업 중심지구에 많이 있다. 주로 소매상인들을 대상으로 하는 에스나프 로칸타스(Esnaf lokantası)는 튀르키예 전통 가정식을 저렴한 가격에 판매하며, 튀르키예 전역에 퍼져있다.

### 여름 요리

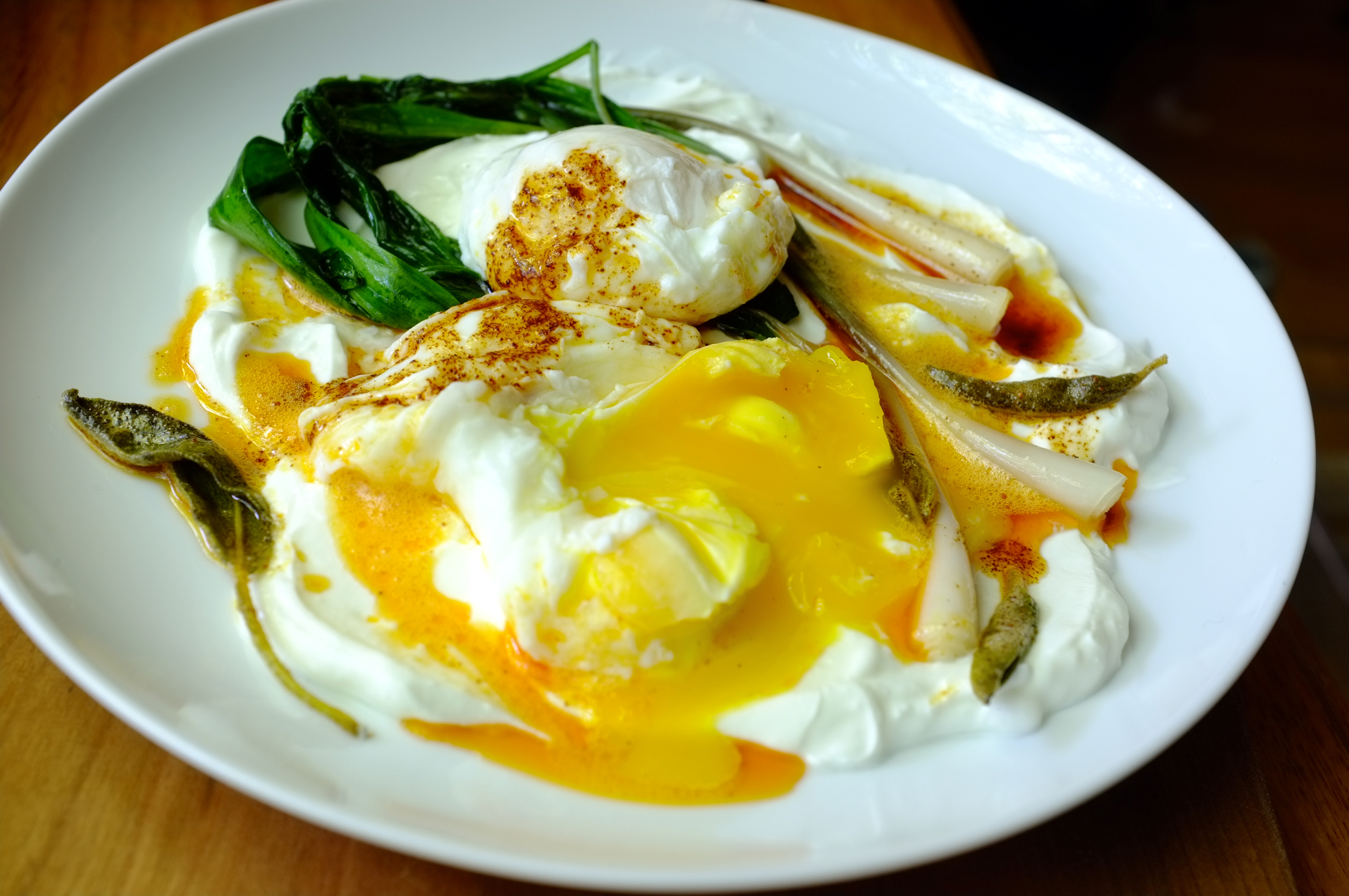
츨브르

여름에는 토마토 소스와 요거트를 곁들인 볶은 채소 요리(감자, 고추, 가지 등)를 자주 먹는다. 달걀을 이용한 요리인 메네멘과 츨브르(Çılbır)는 대표적인 여름 요리이다. 양 치즈, 오이, 토마토, 수박, 멜론 등으로도 여름 요리를 만든다. 디저트 류로는 여름 헬바를 많이 먹는다. 여름에 주로 먹는 헬바는 원래 헬바에 비해 덜 달다.

### 식재료

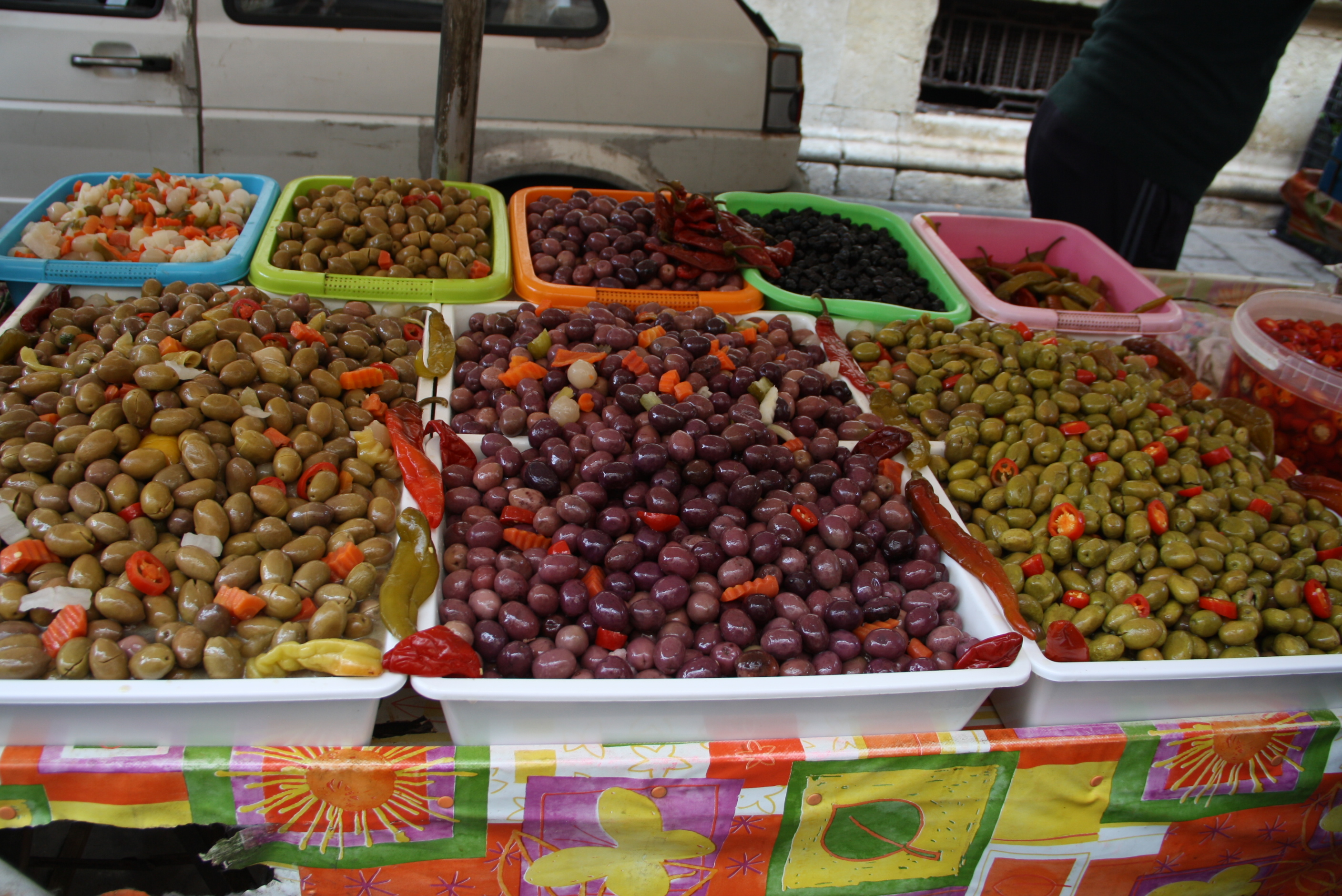
올리브

가장 흔하게 사용되는 식재료는 양고기, 소고기, 닭고기, 가지, 고추, 양파, 마늘, 렌즈콩, 콩, 토마토 등이다. 피스타치오, 호두, 아몬드, 개암, 밤과 같은 견과류는 주로 디저트를 만드는데 많이 사용된다. 많이 사용되는 향신료와 허브는 파슬리, 커민, 후추, 파프리카, 민트, 오레가노, 고추, 올스파이스, 백리향 등이다. 올리브도 아침 식사와 메제(meze)에 많이 올라가는 재료다.

### 기름

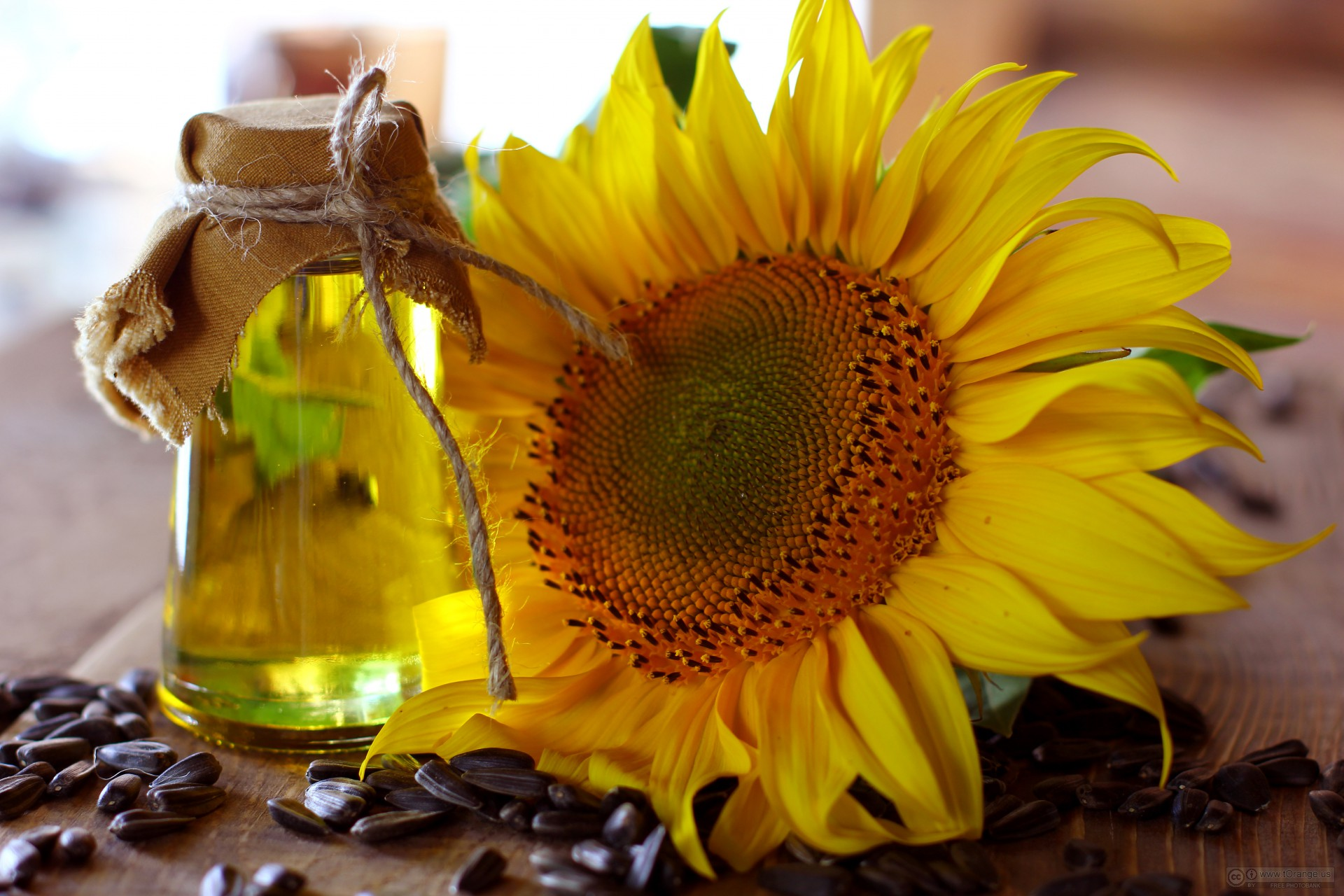
해바라기씨유

튀르키예 요리에는 주로 버터, 마가린, 올리브유, 해바라기씨유, 카놀라유, 옥수수유 등이 주로 사용된다. 또한, 참깨, 개암, 땅콩, 호두 기름도 많이 사용된다. 쿠이룩 야으(Kuyruk yağı)라고 불리는 양의 꼬리 부분의 지방도 케밥이나 고기요리에 사용된다.

### 과일

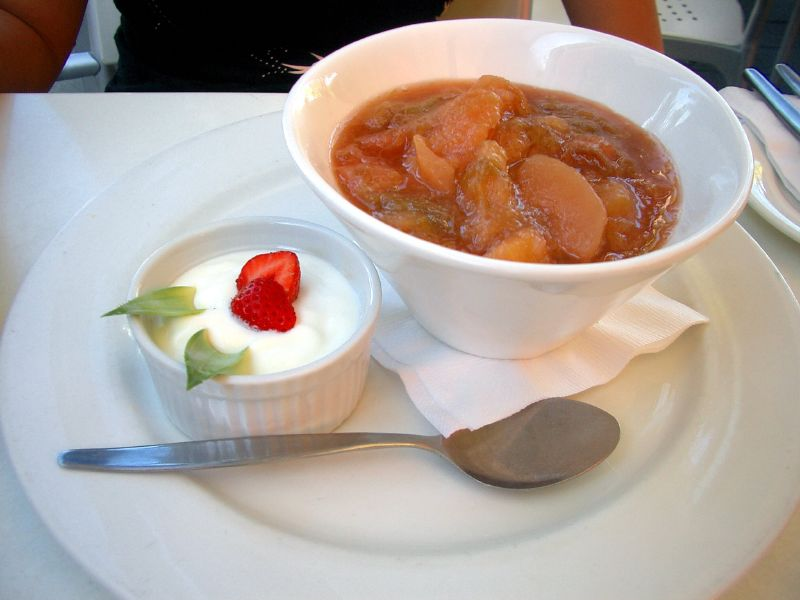
콤포트

튀르키예의 아나톨리아 지방은 비옥한 땅이기 때문에 과일의 종류가 다양하고 생산량도 많으며 저렴하다. 오스만 요리에서는 과일은 주로 고기 요리에 사이드 디시로 같이 나왔다. 튀르키예 요리에는 자두, 석류, 배, 사과, 포도, 무화과, 귤, 오렌지, 살구 등이 주로 요리에 쓰이며, 생과일 뿐만 아니라 말린 과일도 쓰인다. 예를 들면, 콤포트나 호샤프(hoşaf) 등이 고기 요리와 필라프의 사이드 디시로 나온다. 돌마(Dolma)나 필라프에도 건포도가 들어간다. 오스만 요리에서는 에트리 야프락 살마에도 자두가 들어간다. 튀르키예의 디저트에는 주로 신선한 과일 대신 말린 과일이 들어간다.

### 육류

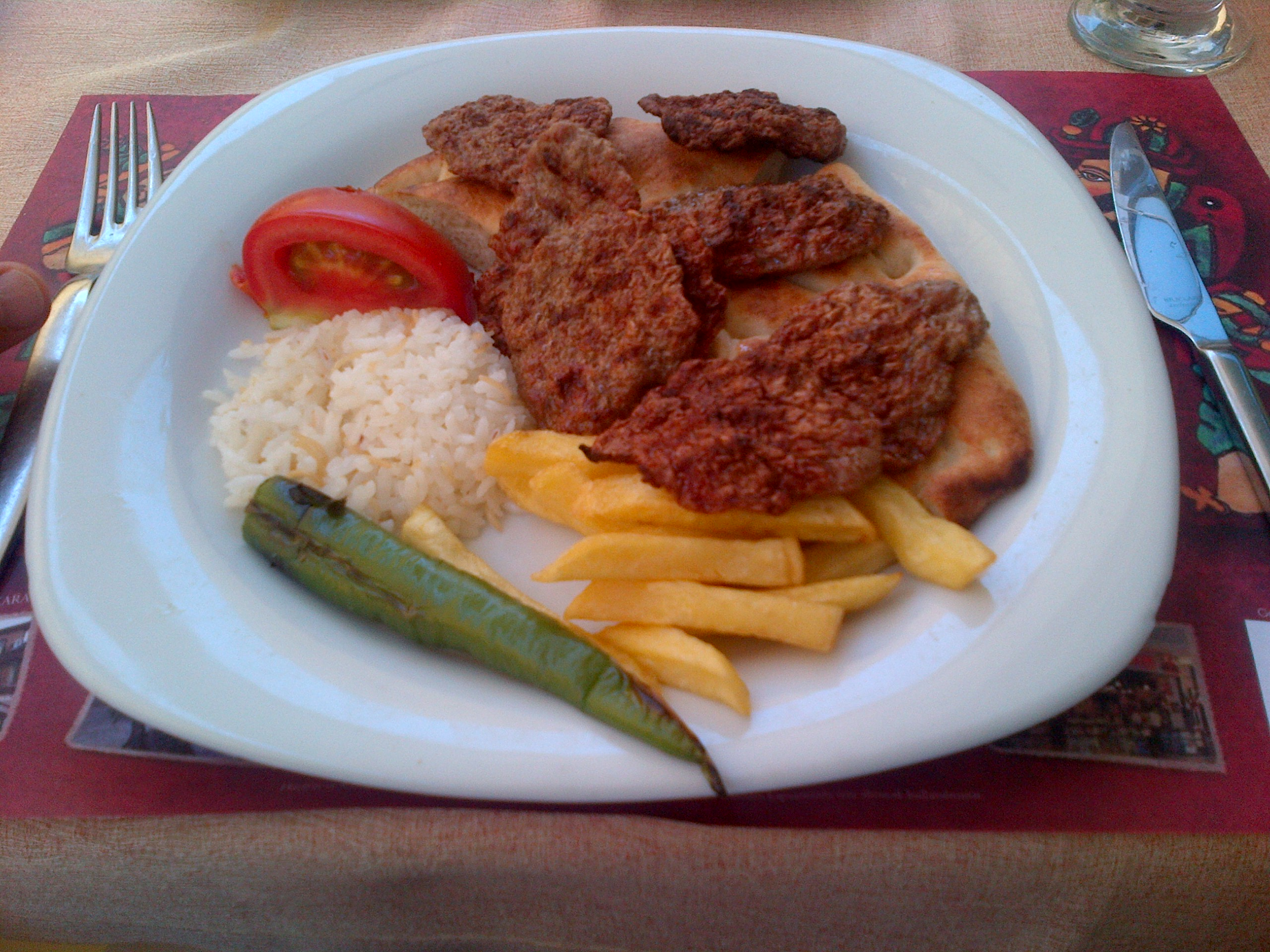
쾨프테

옛날에는 육류는 주로 결혼식이나 쿠르반 바이라므 같은 명절에만 먹는 음식이었다. 하지만, 산업생산이 도입된 이후 육류 섭취량이 크게 늘어 일상적인 음식이 됐다. 이전에는 꺼렸던, 송아지 고기도 이제는 많이 소비된다.
고기류는 주로 저민 고기와 채소를 섞어서 요리한다. 이것을 크이마르 파술리예(저민 고기와 콩) 또는 크이마르 으스파낙(kıymalı ıspanak, 저민 고기와 시금치)로 부른다.
해안가에 위치한 마을에서는 정어리나 함시(hamsi) 같은 값싼 재료들이 많다. 또한, 많은 계절 해산물도 많이 난다. 달걀, 닭고기를 제외한 오리 같은 가금류도 많이 사용되는 식재료다. 한때 튀르키예 요리에서 가장 많이 쓰이던 우유를 먹여 키운 양은 이제는 예전 만큼 인기 있는 식재료는 아니다. 쿠주 체비르메(Kuzu çevirme)라는 양고기로 만든 제사 음식은 현재는 보기 극히 드물다.
튀르키예는 이슬람교를 믿는 국민이 절대다수이기 때문에 튀르키예 요리에는 돼지고기는 허용되진 않는다.

## 요리 및 식재료

### 유제품

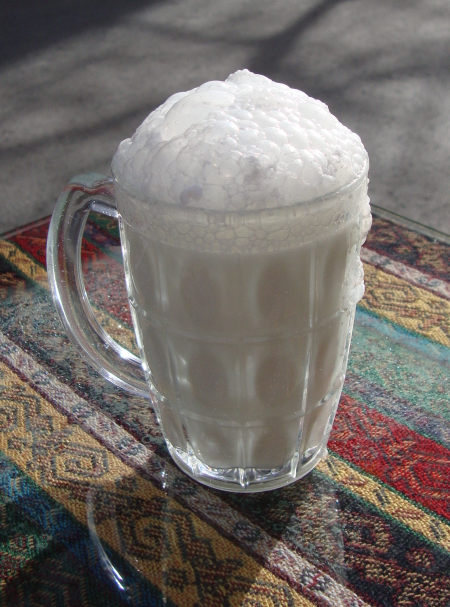
아이란

요거트는 튀르키예 요리에서 빼놓을 수 없는 음식이다. 사실, 요거트라는 영어 단어는 튀르키예어 요우르트(yoğurt)에서 유래한 말이다. 튀르키예 음식에서 요거트는 어떤 종류의 음식과도 곁들여서 나오는데, 케밥, 쾨프테 같은 메인 요리에도 함께 나오며, 채소로 만든 사이드 디시에도 같이 나온다. 특히 튀르키예식 만두요리인 만트에는 요거트를 토마토 소스와 섞어서 곁들어 올린다. 시골에서는 요거트를 빵이나 쌀이랑 같이 먹기도 한다. 두툼하고 고지방의 요거트인 쉬즈메 요우르트(süzme yoğurt, 여과된 요거트)는 요거트 응유를 유청에서 정제하면서 만든다. 튀르키예 요리에서 가장 흔히 마시는 음료는 아이란으로 요거트로 만들어진다. 요거트는 케잌이나 수프, 패스트리를 만드는데도 사용된다.
튀르키예에서는 다양한 종류의 치즈가 생산된다. 거의 대부분은 양젖을 이용한다. 일반적으로 이런 치즈는 오랫동안 숙성되지 않고, 상대적으로 지방 함유가 적다. 치즈 생산은 지역마다 특색이 다양하다.
- 베야즈 페이니르(Beyaz peynir)는 브라인드 치즈로 흰 치즈라는 의미이다. 베야즈 페이니르는 페타 치즈와 유사하지만 좀 더 무르다. 숙성이 덜 된 치즈 응유로 만들기도 하고, 숙성이 많이 된 것도 있어서 다양하다. 우유, 생산지(동트라키아, 에지네(Ezine)), 생산법에 따라서도 매우 다양한 모습을 보인다. 베야즈 페이니르는 튀르키예식 아침 식사인 카흐발트에서 생으로, 혹은 샐러드에 넣거나, 메네멘, 뵈레크, 피데 같은 음식을 만들 때 넣어서 먹는다.

- 최케렉(Çökelek)은 유청 치즈의 한 종류로, 베야즈 페이니르를 만들 때 만들어지는 찌꺼기이다. 최케렉도 지역마다 특색이 다양하다. 몇몇은 항아리나 염소가죽 자루에 보관해서 신선한 것도 있고, 햇빛에 건조시킨 것도 있다. 저지방 우유, 최케렉, 버터를 건조시켜 만든 요거트 조각을 쿠르트 혹은 케쉬(keş)라고 한다.[3]

- 로르(Lor)는 소금이 안들어간 유청 치즈로 카샤르를 만들때 치즈 찌거기로 만든다. 옛날부터 디저트로 많이 먹었다.

- 카샤르(Kaşar)는 튀르키예식 체더 치즈로 그리스의 카세리 치즈와 유사하다. 맛은 체더 치즈보다 부드럽고, 덜 숙성된 카샤르 치즈도 튀르키예 내에서 많이 소비된다. 가장 유명한 것은 카르스와 트라키아산 치즈이다.

- 카쉬카발(Kaşkaval)은 바퀴 모양은 노란색 치즈로 카샤르와 유사하다. 카쉬카발이라는 이름은 이탈리아에서 온 것으로 추정된다.

- 투룸(Tulum)은 투룸이라고 불리는 동물 가죽을 틀로 해서 만든 양의 응유이다. 이즈미르, 외데미쉬, 에르진잔 지방에서 투룸 페이니르라는 이름의 다양한 투룸이 있다.[3]

- 오트루 페이니르(Otlu peynir, 허브 치즈)는 주로 동아나톨리아 지방에서 생산되는 치즈다. 전통적으로 염소유를 사용해 만들었으나, 최근에는 우유를 주 원료로 쓴다. 허브의 종류는 지역마다 다양하다. 반에서는 곰마늘을 주로 사용한다. 반면 비틀리스에서는 소프 오투로 불리는 허브를 주로 사용한다. 다른 지방에서는 수레박하나 참나물 같은 것도 사용된다.[3]

- 헬림(Hellim)은 짠맛이 나고, 순한맛이 나는 치즈다. 치즈를 만들 때 민트가 들어가기도 한다. 주로 북키프로스에서 만들어진다. 튀르키예에서는 올리브 오일에 볶은 헬림을 많이 먹는다.

- 그라볘르(Gravyer)는 스위스의 그뤼예르 치즈와 유사한 치즈이다. 튀르키예 동부의 카르스에서 생산되는 것이 가장 유명하다.

- 미할리치 페이니리 또는 켈레 페이니리는 딱딱한 양 치즈로 파마산 치즈와 유사하다. 우유나 염소유로도 만든다. 부르사 지방의 카라자베이에서 생산되는 것이 유명하다. 미할리치라는 이름도 비잔틴제국과 오스만제국 시절 이 지방의 이름인 미할리치에서 유래된 것이다. 주로 살균이 안된 우유로 만들고, 염장을 한다.

- 오르귀 페이니리는 디야르바키르에서 생산되는 치즈이다.

- 체르케즈 페이니리(Çerkez peyniri, 체르케스 치즈)는 훈제 치즈와 훈제를 안한 치즈로 나뉜다.

### 수프
튀르키예식 식사에서 가장 먼저 나오는 음식이 초르바(çorba)라고 불리는 수프이다. 수프의 이름은 주로 주재료에서 따온다. 메르지메크 초르바(렌즈콩 수프), 요거트 또는 밀로 만든 타르하나 초르바 등이 있다. 이슈켐베 초르바나 파차 초르바는 겨울에 보양식으로 먹는 수프이다. 튀르키예식 아침식사인 카흐발트가 대중화되기 전에는 수프는 몇몇사람들만 즐기던 음식이었다.
튀르키예 요리의 수프는 다음과 같다.
- 도마테스 초르바(토마토 수프)
- 뒤윈 초르바(결혼식 수프)
- 라하나 초르바(양배추 수프)
- 마흘루타
- 메르지메크 초르바(렌즈콩 수프)

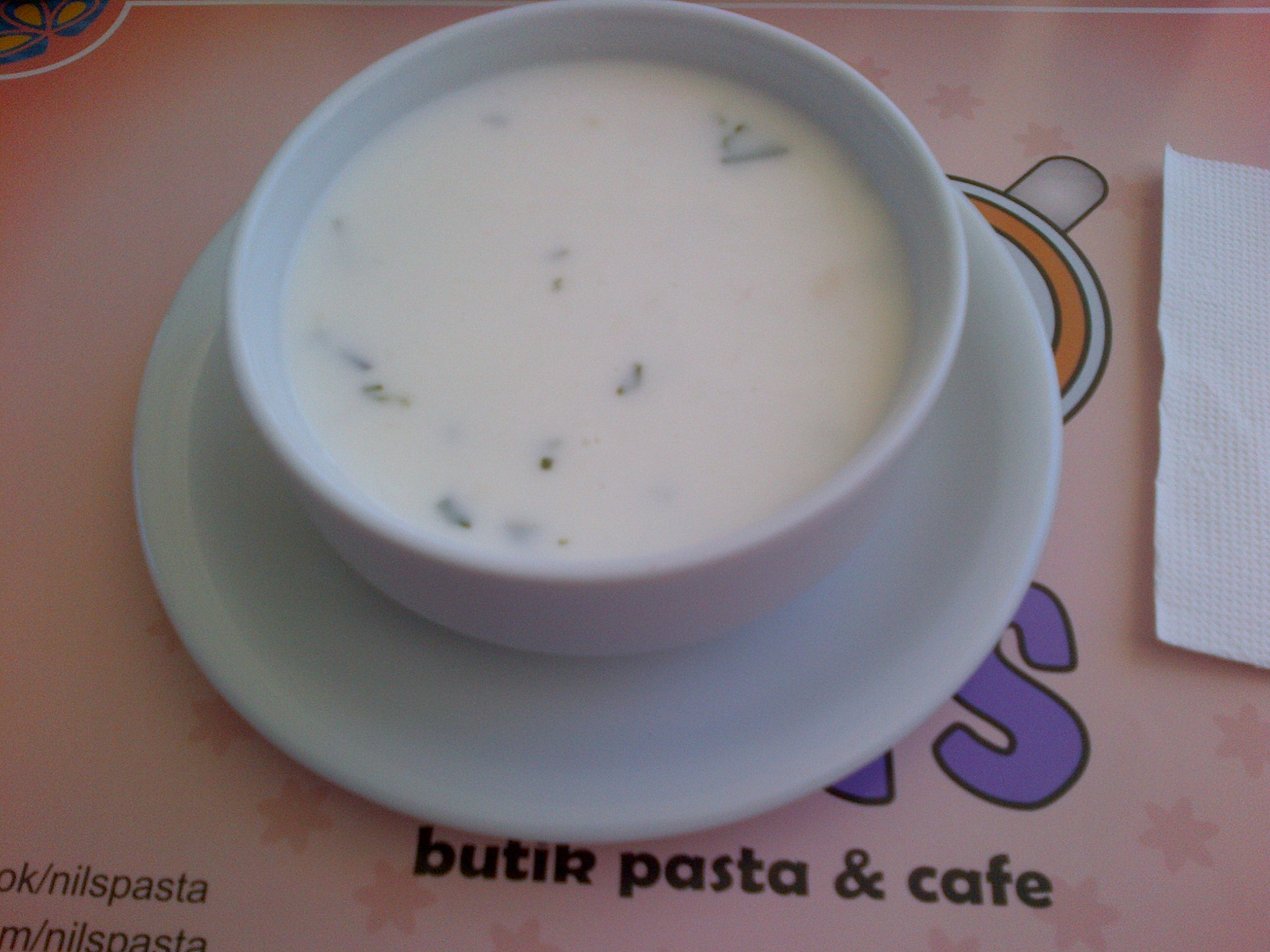
아이란 수프

- 부우다이 아슈/아이란 초르바(찬 아이란 수프)
- 아나르 크즈르 초르바
- 야일라 초르바(요거트 수프)
- 에리슈테 아슈
- 에조겔린 초르바
- 에크시 아슈
- 이슈켐베 초르바
- 켈레도시
- 쿠주쿨라으 초르바(애기수영 수프)
- 타부크 초르바(닭고기 수프)
- 토이가 초르바
- 투트마치
- 트라브존 발르크 초르바(생선 수프)
- 셰흐리예
- 파즈
- 파차
- 수마크 아슈
- 술루 쾨프테
- 위크쉬크 초르바
- 타르하나 초르바

### 빵
- 바즐라마(Bazlama)
- 괴즐레메(Gözleme)

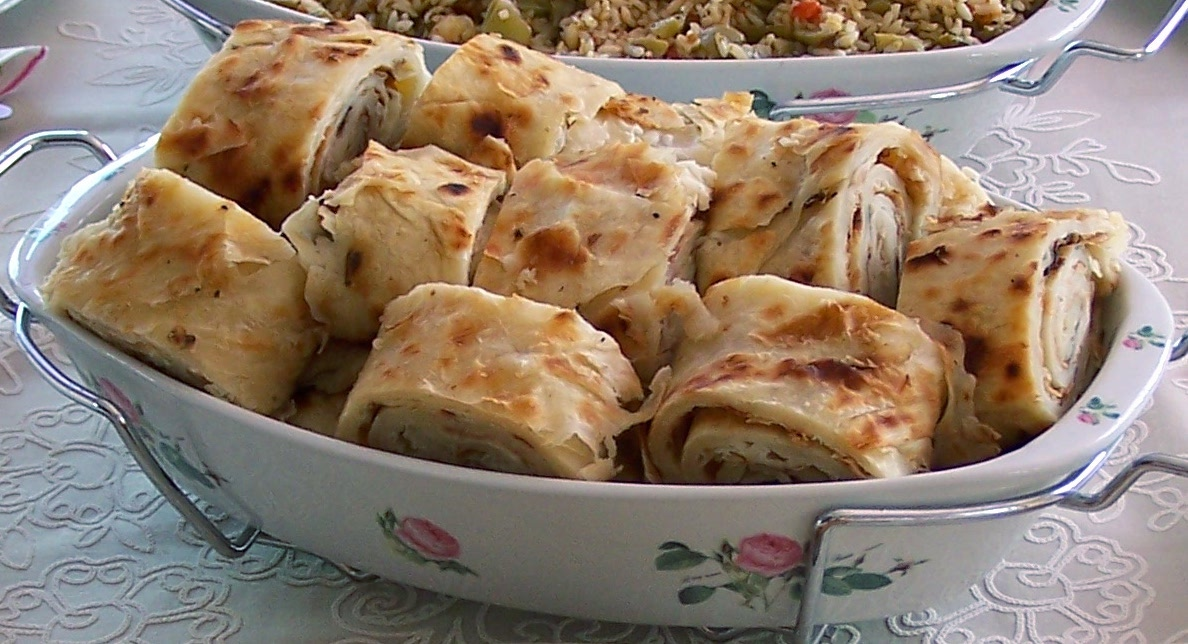
괴즐레메

- 므스르 에크메이(Mısır ekmeği. 콘브레드)
- 라바쉬
- 피데
- 시미트
- 유프카

### 페이스트리

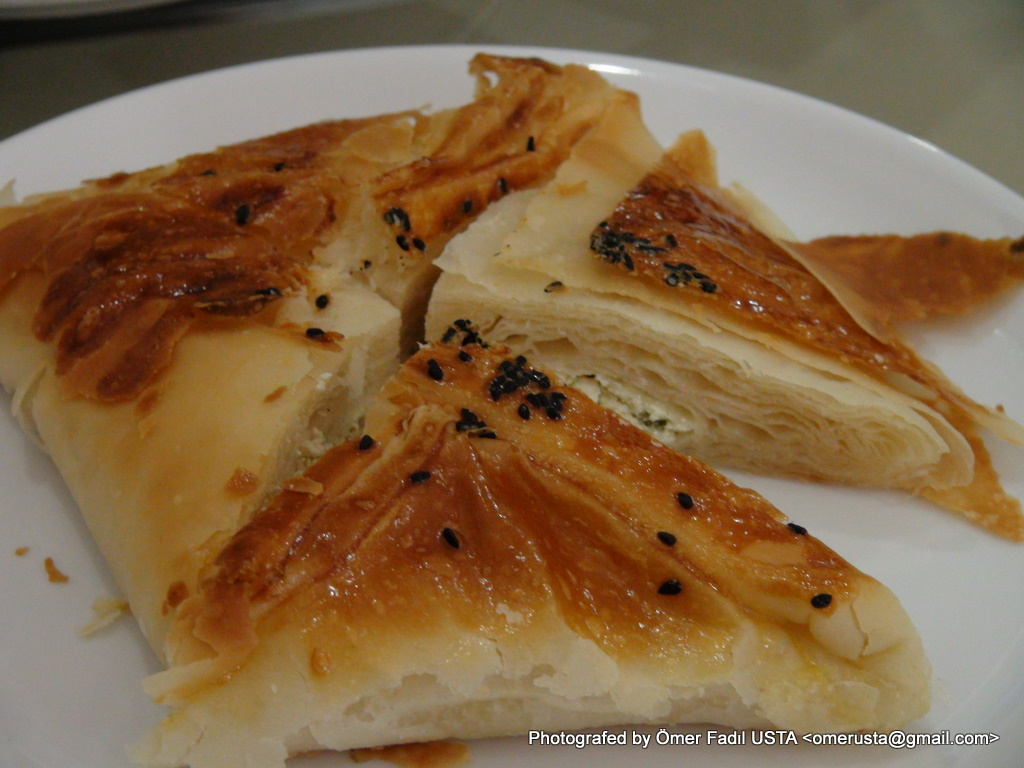
뵈레크

튀르키예 요리에는 다양한 짭짤하고 단맛이 나는 페이스트리가 있다. 다양한 재료로 만들어진 도우는 옛 튀르키예 요리의 필수적인 것이다. 겹으로 쌓은 도우는 중앙아시아의 유목민이던 투르크 족의 식문화에서 유래했다. 도우는 주로 사츠(쇠 후라이팬)와 오클라바(밀방망이)를 이용해 만드는데, 이것으로 인해 튀르키예인들은 뵈레크(Börek), 귈라츠, 바클라바 같은 페이스트리를 만들 수 있었다.
뵈레크는 얇은 밀가루 반죽을 얇게 쌓아 만든 페이스트리로 짭짤한 맛이 난다. 수 뵈레이(Su böreği)는 끓인 유프카나 파일로와 치즈, 파슬리로 만들어지며, 가장 흔히 먹는 뵈레크이다. 치으 뵈레크 또는 타타르 뵈레이는 다진 고기를 넣어서 튀긴 뵈레크이다. 콜 뵈레이는 그 재료나 모양에 따라서 다양한 이름을 갖고 있다. 핀잔(커피잔), 무스카(탈리스만), 귈 뵈레이(장미), 시가라 뵈레이(담배) 등이 있다. 튀르키예의 다른 전통 뵈레크로는 탈라쉬 뵈레이와 푸프 뵈레이가 있다. 탈라쉬 뵈레이는 파일로 도우 안에 채소와 다진 고기가 들어있다. 라즈 뵈레이는 단 맛이 나는 뵈레크로 흑해 지역에서 주로 먹는다.
포아차(Poğaça)는 짭짤한 페이스트리 중 하나다. 최렉처럼 맛에 따라서 다양한 이름이 있다.
괴즐레메(Gözleme)는 시골에서 흔히 먹는 페이스트리로 라바시나 파일로 도우로 만들어지며, 그 속에 치즈, 파슬리, 다진 고기, 감자, 시금치 등이 들어간다. 그리들을 이용해서 만들지만 옛 방식으로는 사츠를 이용해 만든다.
카트메르는 밀방망이로 펴서 만든 도우다. 들어가는 소에 따라 다양한 맛이 난다. 피스타치오와 카이막을 넣은 카트메르는 가지안테프에서 인기있는 아침식사 중 하나다.
라흐마준은 다진 고기, 토마토, 고추, 양파, 마늘 등을 넣고 만든 납작빵로 아랍어로 고기가 들어간 도우라는 뜻이다.
피데는 빵 위에 다진 고기와 카샤르 치즈, 베야즈 치즈, 수죽, 파스트르마 등을 올려서 먹는 음식이다. 피데는 가장 유명한 튀르키예 요리 중 하나로 돌로된 오븐에서 주로 굽는다.
아츠마는 튀르키예 전역에서 먹는 부드러운 빵이다. 시미트와 유사하게 생겼지만, 글레이즈로 덮힌 것이 특징이다. 주로 아침식사와 간식용으로 먹는다.

### 필라프 / 파스타
| 이름                                | 설명 |
| ----------------------------------- | --- |
| 사데 필라프(Sade pilav)             | 튀르키예 요리에 주로 곁들여 지는 필라프다. 한국 요리의 밥처럼 물에 끓여서 만든 후 후라이팬에 버터를 둘러서 볶는다. |
| 필라프(Pilaf)                       | 튀르키예 요리에 주로 곁들여 지는 필라프다. 한국 요리의 밥처럼 물에 끓여서 만든 후 후라이팬에 버터를 둘러서 볶는다. |
| 도마테스리 필라프(Domatesli pilav)  | 토마토 필라프 |
| 에트리 필라프(Etli pilav)           | 소고기 필라프 |
| 노후트루 필라프(Nohutlu pilav)      | 병아리콩 필라프 |
| 이츠 필라프(İç pilav)               | 동물 간과 땅콩, 호두, 계피, 허브를 함께 볶아서 만든 필라프 |
| 파트르잔르 필라프(Patlıcanlı pilav) | 가지 필라프 |
| 외즈벡 필라프(Özbek pilavı)         | 양고기, 양파, 토마토, 당근을 넣고 만든 필라프 |
| 아젬 필라프(Acem pilavı)            | 양고기, 피스타치오, 계피 등을 넣고 만든 필라프 |
| 불구르 필라프(Bulgur pilavı)        | 벌거를 토마토, 고추, 다진 고기와 섞어서 볶은 필라프 |
| 파르데 필라프(Perde pilavı)         | 닭고기, 양파, 땅콩 등을 넣은 필라프를 아몬드로 토핑한 도우로 감싼 요리 |
| 함시리 필라프(Hamsili pilav)        | 흑해 지역의 요리로, 쌀을 앤초비로 두른 필라프 |
| 프리크 필라프(Frik pilavı)          | 밀로 만든 필라프로 안타키아의 대표적인 요리이다. |

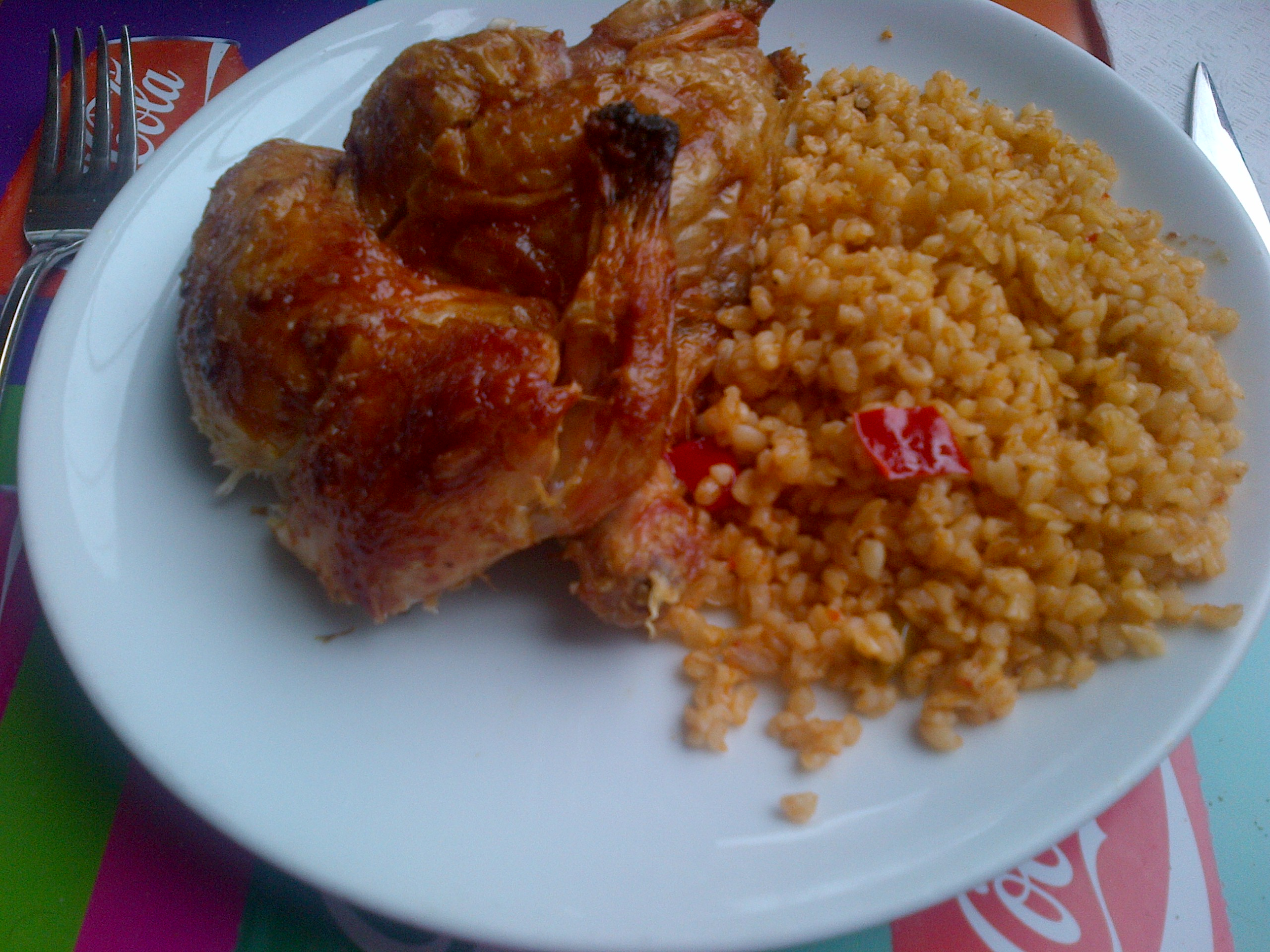
불구르 필라프와 닭요리

| 만트(Mantı)                         | 만트는 튀르키예의 파스타로, 리본 모양으로 묶은 파스타에 다진 고기와 다진 양파, 파슬리를 넣어서 만든다. 파스타 위에 마늘 요거트와 고추, 멘타 등으로 만든 매운 소스를 얹어서 먹는다. 요거트를 얹어서 먹는다는 점 때문에 다른 딤섬이나 만두와는 차이점이 있다. 만트는 주로 주식으로 먹는다. 지역에 따라서는 다진 닭고기나, 메추라기 고기를 넣기도 한다. |
| 에리쉬테(Erişte)                    | 튀르키예의 홈메이드 파스타 중 하나로, 면에 각종 채소를 넣어서 만든다. |
| 케쉬케크(Keşkek)                    | 고기와 보리 또는 밀을 같이 넣어서 만든 스튜 |
| 쿠스쿠스(Kuskus)                    | 쿠스쿠스의 튀르키예식 요리로, 고기류나 스튜와 함께 제공된다. |

### 채소 요리
채소 요리는 튀르키예의 식사의 메인 요리이다. 다양한 채소가 요리 재료로 사용된다. 시금치, 리크, 콜리플라워, 아티초크, 양배추, 샐러리, 가지, 피망, 껍질콩, 뚱딴지 등이 많이 사용되는 재료다. 전형적인 채소 요리는 잘게 썬 양파, 올리브유에 살짝 튀긴 당근, 토마토, 토마토 페이스트 등이 필요하다. 그 후 뜨거운 물에 채소를 끓인 후에, 한 스푼 정도의 쌀과 레몬 즙이 첨가된다. 채소 요리는 술루 예멕(sulu yemek)이라고 불리는 국물과 함께 제공된다. 채소 요리에 다진 고기도 들어가지만, 올리브유에 볶은 요리는 고기 없이 식혀서 제공된다. 시금치, 리크, 아티초크 등이 흔히 쓰이는 채소 요리 재료이다.
돌마(Dolma)는 속을 꽉 채운 채소요리다. 올리브유로 요리한 돌마는 고기가 들어가지 않는다. 주로 고추, 가지, 토마토, 주키니호박, 포도 나뭇잎 등에 속을 채운다. 포도 나뭇잎을 재료로 쓸 때는 소금물에 초절임을 해 쓴다. 돌마는 지역마다 다양한 종류로 발전해왔다. 특히, 에게 해 지역에서는 안티초크 돌마가 유명하다.

## 음료

### 술
튀르키예인의 절대다수가 이슬람교를 믿지만, 술 역시 튀르키예 요리에서 빼놓을 수 없는 요소다. 그러나 몇몇 튀르키예인들은 라마단 기간 동안에는 음주를 자제하는 편이다. 라크(Rakı)는 튀르키예에서 가장 인기있는 술이다.

### 차
튀르키예인들은 차를 마시는 것을 좋아하는데, 하루종일 차이라고 불리는 홍차를 마신다. 튀르키예식 홍차인 차이는 주전자 두개로 끓인다.

## 대표 요리
- 케밥
- 필라프
- 차이(튀르키예식 홍차)
- 고등어 샌드위치, 고등어 케밥
- 에크멕(튀르키예식 빵)
- 피데 (튀르키예식 피자)

## 같이 보기
- 레반트 요리
- 아시아 요리
- 유럽 요리
- 중동 요리
- 지중해 요리